# Человеческая комедия (фильм, 1943)
«Человеческая комедия» (англ. The Human Comedy) — фильм США 1943 года режиссёра Кларенса Брауна по одноимённому роману Уильяма Сарояна.
Фильм номинировался на кинопремию «Оскар» (1943) в пяти категориях, получил приз в категории «Лучший литературный первоисточник».

## Сюжет
«Домашний фронт США» во время Второй мировой войны показан через год жизни подростка Гомера Маколи, ученика средней школы, подрабатывающего разносчиком телеграмм в обычном провинциальном городке штата Калифорния, серия новелл — некоторые забавные, какие-то серьёзные, другие трогательные и сентиментальные — с участием него самого, его семьи, друзей и соседей, и его брата Маркуса, рядового армии США, ушедшего на войну.

## В ролях
- Микки Руни — Гомер Маколи
- Фрэнк Морган — Вилли Гроган
- Джеймс Крэйг — Том Спенглер
- Марша Хант — Дайана Стид
- Фэй Бэйнтер — миссис Маколи
- Рэй Коллинз — мистер Маколи
- Ван Джонсон — Маркус Маколи
- Донна Рид — Бесс Маколей
- Джекки Дженкинс — Улисс Маколей
- Дороти Моррис — Мэри
- Джон Крэвен — Тоби Джордж
- Энн Эйарс — миссис Сэндовал
- Мэри Нэш — мисс Хикс
- Генри О’Нилл — Чарльз Стид
- Кэтрин Александер — миссис Стид
- Бакстер, Алан — Бред Стикман
- Дэррил Хикмэн — Лионел
- Барри Нельсон — «Толстяк»
- Рита Куигли — Элен Эллиот
- Клем Бивэнс — Хендерсон
- Аделин Де Уолт Рейнолдс — библиотекарь

В титрах фильма указаны 21 исполнитель ролей, в каталоге AFI перечислены 75 актёров, в том числе:
- Роберт Митчем — «Хорс»
- Дон Дефор — «Техас»
- Моррис Анкрум — мистер Бофрер
- Линн Карвер — дочь мистера Бофрера
- Барбара Бедфорд — женщина на улице
- Эрнест Уитман — чернокожий в поезде
- и другие

## Литературная основа
Изначально Уильям Сароян для кинокомпании Metro-Goldwyn-Mayer написал 240-страничный сценарий, даже в черновом виде для первоначального ознакомления, его экранное время составило бы более четырёх часов — и кинокомпания отклонила его. Сароян переработал свой оригинальный сценарий в роман, в это время режиссёр Кларенс Браун всё-таки получил одобрение на экранизацию.

## Критика
В кинопрокате 1943 года фильм собрал 2,8 млн долларов в США и Канаде, и 1,0 млн долларов в других странах, в результате чего прибыль составила 1,5 млн долларов.
Критик Босли Краузер в газете «The New York Times» высоко оценил игру актёров в фильме, особенно Руни, сказав, что «в его характеристике есть нежность и сдержанность». Но он упрекнул фильм в чрезмерной сентиментальности. Кинокритик Леонард Малтин оценивает картину в 3 1/2 балла из 4 звёзд, описывая её так: «Запоминающаяся американская история, точно адаптированная… Разворачивается как роман, со множеством прекрасных виньеток и одним из лучших выступлений Руни…».

## Фестивали и награды
В 1943 году фильм получил кинопремию «Оскар» в категории «лучший литературный первоисточник» (Уильям Сароян), а также четыре номинации в категориях: «Лучший фильм», «Лучшая мужская роль» (Микки Руни), «Лучшая режиссура» и «Лучшая операторская работа».